# Antillophos verriculum
Antillophos verriculum is een soort in de klasse van de Gastropoda (Slakken).
Het dier komt uit het geslacht Antillophos en behoort tot de familie Buccinidae. Antillophos verriculum werd in 2009 beschreven door Watters.